# Kanfen
Kanfen là một xã trong vùng Grand Est, thuộc tỉnh Moselle, quận Thionville-Est, tổng Cattenom. Tọa độ địa lý của xã là 48° 26' vĩ độ bắc, 06° 06' kinh độ đông. Kanfen nằm trên độ cao trung bình là 230 mét trên mực nước biển, có điểm thấp nhất là 198 mét và điểm cao nhất là 400 mét. Xã có diện tích 8,5 km², dân số vào thời điểm 1999 là 776 người; mật độ dân số là 91 người/km². Kanfen nằm khoảng 9 km về phía tây-bắc của Thionville, thuộc Pháp từ năm 1661.

## Thông tin nhân khẩu
| 1962 | 1968 | 1975 | 1982 | 1990 | 1999 |
| ---- | ---- | ---- | ---- | ---- | ---- |
| 463  | 483  | 469  | 615  | 722  | 776  |